# Пам'ятник Францу Кафці (Прага)

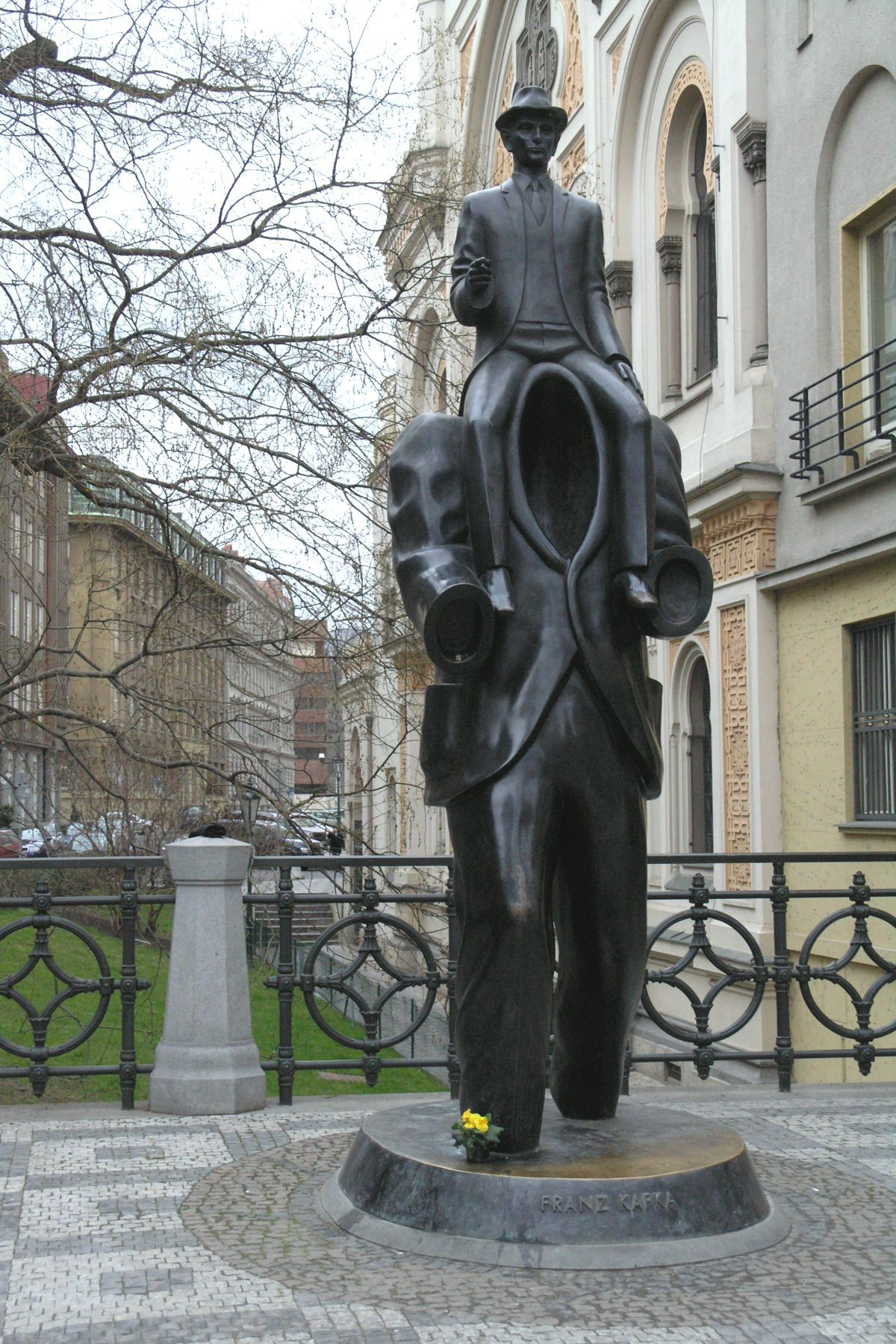
Пам'ятник Францу Кафці в Празі

Пам'ятник Францу Кафці у Празі — пам'ятник видатному австрійському та чеському письменнику Францові Кафці у столиці Чехії місті Празі. Автор памятника — чеський скульптор Ярослав Рона.

## Історія
Пам'ятник знаменитому письменникові Францу встановлений 2003 року в середмісті Праги, на місці, де колись проходила межа між єврейським кварталом Йозефів, де народився Франц Кафка, та християнським Старим Містом. Пам'ятник являє собою фігуру письменника, що гордо сидить на гігантському костюмі, в якому відсутній той, хто його, здавалося б, має носити. На перший погляд, скульптура абсолютно абсурдна. Але так воно і має бути. Художник тим самим хотів зобразити ірраціональний, що не піддається логічному поясненню художній світ Кафки.[джерело?]
Але існує ще одна версія задуму Ярослава Рони: сам Кафка був досить високого зросту і комплексував з цього приводу. Скульптор же все врівноважує: тепер Кафці необхідно забратися на цього безтілесної гіганта, щоб побачити навколишню його дійсність. І це зовсім не єдина суперечність.[джерело?]